# Изофалкаринтриол
Изофалкаринтриол ((3 S,8 R,9 R,E)-гептадека-10-ен-4,6-диин-3,8,9-триол), полиацетилен, содержащийся в моркови, который в очень небольших дозах способствует здоровью и замедляет старение нематод и мышей.
Изофалькаринтриол, является одним из природных C17-полиацетиленов моркови, Аналогичные C17-полиацетилены содержатся также в сельдерее, петрушке и пастернаке — обычных и доступных растениях, которые, несмотря на небольшую цитотоксичность, выделяются своими полезными для здоровья свойствами.
Изофалкаринтриол значительно продлевает продолжительность жизни червей, улучшает здоровье мышей. и, очевидно, полезен и для людей, о чем свидетельствует многовековой опыт употребления в пищу растений содержащих C17-полиацетилены., которые оказывают целебную биологическую активность, включая антибактериальную, антимикобактериальную и противогрибковую активность, а также противовоспалительное, антитромбоцитарно-агрегационное, нейритогенное и серотонинергическое действие. Исследования показали корреляцию между потреблением человеком овощей, богатых полиацетиленом, со снижением риска воспалений и рака. Добавки полиацетилена могут влиять на рост клеток, экспрессию генов и иммунологические реакции, а также уменьшать количество опухолей на моделях крыс и мышей. Механизмы химиопрофилактики рака пищевыми полиацетиленами вероятно связаны с их воздействием на воспалительные цитокины, путь NF-κB, элементы антиоксидантного ответа, реакцией на стресс вызванный неправильно свернутыми белками, на передачу сигналов факторов роста, а также на прогрессирование клеточного цикла и апоптоз.
Изофалкаринтриол улучшает метаболизм глюкозы, что жизненно важно для энергетического баланса и предотвращения возрастных метаболических заболеваний, а также повышает способность к физической нагрузке, что является показателем общего состояния здоровья и жизненного тонуса. Кроме того, он обеспечивает защиту от слабости, что является распространенной проблемой среди стареющего населения.

## Механизм действия
Эффективность изофалкаринтриола объясняется его способностью ингибировать митохондриальную АТФ-синтазу. Это ингибирование запускает каскад биологических реакций, включая активацию путей NRF2 и AMPK. Эти пути известны своей ролью в защите от окислительного стресса, ключевого фактора старения и возрастных заболеваний.